# 創制
創制權是一種政治理論，由孫中山於三民主義中提出，是人民四種政權（選舉、罷免、創制、複決）之一，於《中華民國憲法》中保障的人民固有權利。由人民直接提出法律，通過後由政府執行，概念來自於西方直接民主中的倡議與提案。在孫中山原始演講中，並沒有清楚解釋創制權實際上應該怎麼運作，在中華民國法律中有《國民大會創制複決兩權行使辦法》明確使用創制權，但由於《憲法》中有關國民大會章條文已停止適用，因此現行法令以公民投票法為主來行使創制、複決權。
中華民國憲法中所稱的創制權，源自三民主義。但是它的內涵在制憲過程中，已經經過討論與折衷，與西方所謂的倡議較為接近，與三民主義中的創制不盡相同。因此台灣政治學者，許多都認為創制權與倡議權是同義詞。

## 理論
孫逸仙所說的創制權，在字面意思上是「創造新的法律制度」，是由人民決定好法律，交給政府執行，這是一種管理法律的權力。跟創制權成對出現的，是複決權。孫中山所說的複決權，並不是指公民投票，而是由人民決定修改或廢除某個法律，這也是一種管理法律的權力。
創制、複決二權，理念來自於瑞士所採行的直接民主，他的參考書籍為《全民政治》（Government by All the People: or, The initiative, the referendum, and the recall as instruments of democracy）。因此，推測他所說的創制，即是倡議的漢譯，這個假說是合理的。
在議會制中，民意機關擁有法律同意權，可以提出、通過、否決以及修改法律。但在三民主義中，並沒有提到立法同意的過程，因為在孫中山的設計中，法律訂定是屬於政府的治權之一，為五權，不是由民意機關來執行。人民的選舉、罷免、創制、複決四種政權，只被用來節制政府，但是政府擁有完全的施政權力，為萬能政府。在三民主義的設計中，一般性的法律制定，都交由政府專門人員來制定，不經過議會同意；在孫中山原始設計中，只有縣級的事務，人民可以直接行使創制、複決，但在中央層級，人民不能直接進行創制，但人民可以間接透過國民大會，制定不足的法律（創制），以及否決不想要的法律（複決）。因此，創制、複決兩權，並不是完全像西方的直接民主模式，先由公民提案，之後公民投票決定通過與否。在中央層級，它仍是一種間接民主形式。
這個設計主要來自孫中山認為西方代議民主制中，議會權力過大，控制行政機關，是一種國會獨裁或議會專制，主張將監察權與立法權由民選議會獨立出來，由專家行使，不由人民透過議會決定。
由國民大會代表人民行使政權、權能區分等理論，李鴻禧等人認為這部份接近於民主集中制。日本學者美濃部達吉與其學生宮澤俊義，反對孫中山提出的權能區分，認為政權與治權都應該屬於人民，將政權與治權分開，削弱了民主制度。司徒一認為，李鴻禧誤讀了五權憲法，國民大會實則為實行代表制民主的機關，對代議制政府作出制衡，與民主集中制毫無關係；美濃部達吉與宮澤俊義沒有弄清楚權能區分的含義就加以攻擊，缺乏學術嚴謹性。

## 中華民國法律
中華民國憲法保障中華民國國民創制權。2003年，立法院通過《公民投票法》，為創制權提供法源依據。第二條中，規定公民投票適用於：
- 全國性公民投票，依憲法規定外，其他適用事項如下：
  - 法律之複決。
  - 立法原則之創制。
  - 重大政策之創制或複決。
- 地方性公民投票適用事項如下：
  - 地方自治條例之複決。
  - 地方自治條例立法原則之創制。
  - 地方自治事項重大政策之創制或複決。
  - 預算、租稅、薪俸及人事事項不得作為公民投票之提案。

## 外部連結
- 「公民投票有：重要投票（plebiscite）、複決（referendum）、創制（initiative）的三種 （页面存档备份，存于）」〈公民投票與議會政治·公民投票的種類〉